# Людмила Гурченко (сериал)
Людмила Гурченко е руски минисериал в 16 епизода, който разказва съдбата на известната народна артистка на СССР – Людмила Гурченко, режисиран е от Сергей Алдонин. Главната роля се изпълнява от Юлия Пересилд. Премиерата на сериала се състои по канал Русия 1 на 9 ноември 2015 г. и се навършва 80 години от актрисата.

## Актьорски състав
| Изпълнител                                   | Роля                                                             |
| -------------------------------------------- | ---------------------------------------------------------------- |
| Юлия Пересилд Светлана Осадченко (като дете) | Людмила Гурченко                                                 |
| Николай Добринин                             | Марк Гурченко                                                    |
| Лидия Матастова Надежда Михалкова            | Елена Гурченко                                                   |
| Николай Расторгуев                           | Марк Бернес                                                      |
| Пьотр Красилов                               | Борис, брат на Елена                                             |
| Екатерина Климова                            | Валентина „Вали“ Радченко                                        |
| Рамиля Искандер                              | Зинаида Кириенко                                                 |
| Илия Исаев                                   | Василий Ордински, първия съпруг на Люся                          |
| Тимур Орагвелидзе                            | Борис Андрониколашвили, втория съпруг на Люся                    |
| Станислав Беляев                             | Александр Фадеев, третият съпруг, третия съпруг на Люся          |
| Евгений Милер                                | Вадим Орлов, четвъртия съпруг на Люся (прототип на Иосиф Кобзон) |
| Михаил Химичев                               | Константин Купервейс, петия съпруг на Люся                       |
| Сергей Петров                                | Константин Симонов                                               |
| Ольга Тумайкина                              | Кира Андроникашвили                                              |
| Симеон Шкаликов                              | Аркадий Новицкий (прототип на Владимир Висоцки)                  |
| Олег Чернов                                  | Анатолий Михайлович Морда                                        |

## В България
На 4 декември 2019 г. се излъчва първоначално по БНТ 2, всеки делник от 20:00 ч. и завършва на 2 януари 2020 г.
На 4 февруари 2020 г. се излъчва по БНТ 1, всеки делник от 19:00 ч. На 10 май 2021 г. започва повторно излъчване, всеки делник от 14:00 ч.
Българския дублаж е направен в продуцентско направление „Чужди програми“. Екипът се състои от:
| Преводач            | Деляна Стоянова                                                          |
| Редактор            | Вера Генчева                                                             |
| Тонрежисьор         | Мая Зарчева Аделина Петрова                                              |
| Режисьор на дублажа | Милена Живкова                                                           |
| Озвучаващи артисти  | Силвия Лулчева Татяна Захова Николай Николов Мартин Герасков Васил Бинев |